# 恒温恒湿
恒温恒湿 （こうおんこうしつ）とは、温度、湿度共に一定に保っていることであり、特に製品試験室などに適用される。しかし非常に難しい空調であり、ロスナイ（空調換気扇）など使用し、恒温恒湿している。また、このことを特殊空調とも言われる。